# Abbaye Sainte-Catherine de Mainau
L’abbaye Sainte-Catherine de Mainau est une ancienne abbaye de nonnes ermites augustines sur l'île de Mainau, au nord-ouest du lac de Constance.

## Histoire
L'abbaye augustine aurait été fondée en 1260 et mentionnée pour la première fois dans un document en 1324. Le patronage de Catherine d'Alexandrie est mentionné pour la première fois en 1390. À partir de 1436 au plus tard, des religieuses vivent ici, vraisemblablement comme des béguines, c'est-à-dire sans vœux éternels. Puis elles rejoignent l'ordre des ermites augustines. La chapelle semble avoir été construite ou réparée vers 1470 et quelque peu remaniée en 1667. Aux XIVe siècle et XVe siècle, il existe des preuves d'un ermitage qui appartient à la paroisse de Wollmatingen. Un monastère de femmes est documenté depuis la fin du XVe siècle.
Lors de l'apparition de la Réforme protestante, la croix miraculeuse de Bernrain est envoyée à l'abbaye Sainte-Catherine en 1542. Conséquemment revalorisée sur le plan religieux, elle devient un lieu de pèlerinage régional. Ce n'est qu'après une forte pression de l'évêque de Constance Franz Johann Vogt von Altensumerau und Prasberg et de l'Ordre Teutonique que l'abbaye doit restituer la croix à Bernrain en 1664. En 1667, le monastère peut agrandir son complexe et construire une église plus grande.
Le couvent est séparé de l'ordre des Augustins en 1781 et placé sous l'ordinariat épiscopal. En 1803, l'abbaye est temporairement fermé et définitivement en 1810. Les dix religieuses restantes doivent partir et en 1808, le monastère est sécularisé et la propriété expropriée et vendue aux enchères au profit du grand-duché de Bade. Les bâtiments du monastère sont en grande partie démolis après 1815. Le domaine, qui appartient à la commune d'Allmannsdorf et à la paroisse de Wollmatingen, est transmis à Litzelstetten en 1925.
Après plusieurs changements de propriétaires, le grand-duché de Bade finit par le racheter en tant que propriétaire de l'île de Mainau. Dans le même temps, l'église abbatiale est démolie en raison de sa vétusté. Le Grand-Duc loue les bâtiments restants comme une auberge, qui ferme en 1965 en raison de l'absence de raccordement à l'eau. Après que les derniers habitants quittent la propriété à la fin des années 1980, celle-ci est menacée de délabrement permanent. En 2013, la Fondation Lennart-Bernadotte, également propriétaire de l'île de Mainau, ouvre un café en plein air dans l'ancienne cour du monastère.